# Destinazione Tokio
Destinazione Tokio (Destination Tokyo) è un film statunitense del 1943 diretto da Delmer Daves.

## Trama
1942, seconda guerra mondiale: il sommergibile Copperfin è destinato ad una missione segreta, così riservata che persino il suo comandante, capitano Cassidy, ne apprende lo scopo solo dopo che il sommergibile è partito da San Francisco, aprendo un plico consegnatogli alla partenza. Il Copperfin dovrà recarsi alle isole Aleutine, dove imbarcherà un meteorologo, il tenente Raymond, e con lui farà rotta su Tokio, nella cui baia dovrà effettuare alcuni rilievi meteorologici indispensabili al successo della progettata prima incursione aerea su Tokyo (Doolittle raid).
Lasciate le Aleutine, il sommergibile fa rotta verso Tokio, ma viene attaccato da due aerei da caccia giapponesi, che però riesce ad abbattere con le armi di superficie di bordo. Giunto alla baia, si pone il problema di superare la barriera di mine poste a difesa della medesima. Il sommergibile si mette sulla scia di una nave da guerra giapponese che sta entrando nella baia e così supera la barriera difensiva. All'interno della baia rileva i dati necessari e li trasmette in lingua giapponese, per evitare di essere riconosciuto, ma i giapponesi si accorgono del sotterfugio e danno invano la caccia al Copperfin.
Con la stessa tecnica utilizzata per entrare, il Copperfin esce dalla baia, dopo aver assistito all'attacco aereo americano attraverso il periscopio. Successivamente il sommergibile silura una portaerei giapponese e poi un incrociatore, tornando malconcio ma salvo alla base statunitense.

## Produzione
Le riprese del film durarono dal 21 giugno al 4 settembre 1943.

## Distribuzione
Il copyright del film, richiesto dalla Warner Bros. Pictures, Inc., fu registrato il 1º gennaio 1944 con il numero LP12406.
Il film fu presentato in prima mondiale a Pittsburgh il 15 dicembre 1943, uscendo nelle sale il 1º gennaio 1944.